# 芦田ないる
芦田 ないる（あしだ ないる、1984年（昭和59年）8月11日 - ）は、京都府出身の元タレント・リポーター。

## 人物・略歴
- 陶芸家、画家を両親に持つ。
- 平安女学院大学卒業。
- 2004年（平成16年）、京都きものの女王に選出されている。
- 2008年（平成20年）6月、公式ブログ「ないるぶろぐ」でタレント活動の休止を発表。
- 2009年（平成21年）4月5日(日) 13時08分06秒の書き込み記事で、公式ブログも休止する事を発表した。

## 出演番組
- 京都!ちゃちゃちゃっ（関西テレビ☆京都チャンネル・KBS京都）リポーター
- 桑原征平のおもしろ京都検定（関西テレビ☆京都チャンネル・KBS京都）アシスタント・レポーター
- おしゃれ工房（2007年4月9日・10日、NHK教育）着物モデル
- Go!Go!kyo-walk（関西テレビ☆京都チャンネル・KBS京都）